# 에티오피아 항공 409편 추락사고
에티오피아 항공 409편(영어: Ethiopian Airlines Flight 409)은 2010년 1월 25일, 베이루트에서 아디스 아바바까지 지중해를 거쳐 더욱 시간과 거리를 단축해서 가는 길을 택하였다. 베이루트 라피크 하리리 국제공항을 이륙한 뒤 추락하였다. 이 사고는 1996년 에티오피아 항공 961편 사고 이후 처음이다.

## 탑승자

### 탑승자들의 국적
| 국가       | 승객 | 승무원 | 합계 |
| ---------- | ---- | ------ | ---- |
| 레바논     | 51   | 0      | 51   |
| 에티오피아 | 23   | 8      | 31   |
| 영국       | 2    | 0      | 2    |
| 캐나다     | 1    | 0      | 1    |
| 프랑스     | 1    | 0      | 1    |
| 이라크     | 1    | 0      | 1    |
| 러시아     | 1    | 0      | 1    |
| 시리아     | 1    | 0      | 1    |
| 튀르키예   | 1    | 0      | 1    |
| 합계       | 82   | 8      | 90   |

## 수색
레바논 정부 국가 수색대가 조사 및 수색을 위해 현장에 진입하였고, 미국 교통안전위원회, 프랑스의 d'Enquêtes et d'Analyses pour la Sécurité de l'Aviation Civile (BEA)와 보잉사가 수색에 참여하였다.

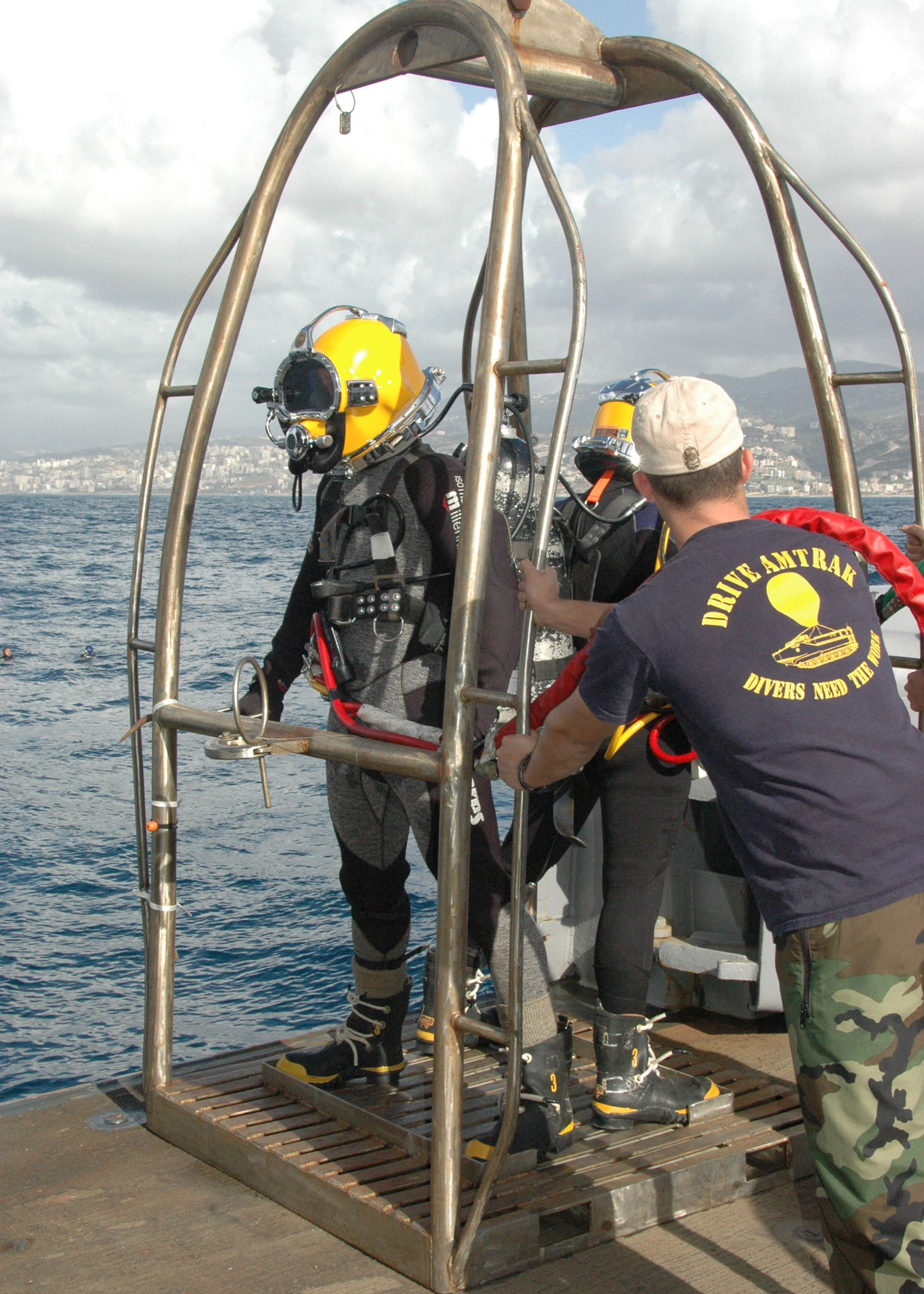
미국 해군이 항공기 수색에 참여하고 있는 모습

## 같이 보기
- 에티오피아 항공의 사고 목록
- 콜간 항공 3407편 추락 사고